# 七郷村 (宮城県)
七郷村（しちごうむら）は、昭和16年（1941年）まで宮城県宮城郡にあった村。

## 沿革
- 明治22年（1889年）4月1日 - 町村制施行にともない、荒井村・伊在村・霞目村・蒲町村・長喜城村・六丁目村・南小泉村・荒浜の計8か村が合併して七郷村が発足。
- 昭和16年（1941年）9月15日 - 宮城郡岩切村・高砂村および名取郡中田村・六郷村と共に仙台市に編入。

## 行政
歴代村長
| 代 | 氏名         | 就任                       | 退任                      | 備考 |
| -- | ------------ | -------------------------- | ------------------------- | ---- |
| 1  | 遠藤作兵衛   | 明治22年（1889年）4月20日  |                           |      |
| 2  | 笹木新十郎   | 明治23年（1890年）1月26日  |                           |      |
| 3  | 阿部五郎治   | 明治23年（1890年）6月8日   |                           |      |
| 4  | 加藤音吉     | 明治23年（1890年）10月24日 |                           |      |
| 5  | 堀江善三郎   | 明治25年（1892年）4月9日   |                           |      |
| 6  | 山本資成     | 明治27年（1894年）4月12日  |                           |      |
| 7  | 宇津志新吾   | 明治28年（1895年）11月10日 |                           |      |
| 8  | 板橋源助     | 明治30年（1897年）10月3日  |                           |      |
| 9  | 萱場利兵衛   | 明治33年（1899年）3月26日  |                           |      |
| 10 | 庄子市右衛門 | 明治37年（1904年）3月30日  |                           |      |
| 11 | 沼田五郎七   | 明治38年（1905年）4月19日  |                           |      |
| 12 | 加藤武之助   | 明治43年（1910年）3月12日  |                           |      |
| 13 | 庄子敬事郎   | 明治44年（1911年）3月16日  |                           |      |
| 14 | 庄子常松     | 大正4年（1915年）3月17日   |                           |      |
| 15 | 加藤武之助   | 大正8年（1919年）4月7日    |                           | 再任 |
| 16 | 大泉権太郎   | 昭和2年（1927年）5月1日    |                           |      |
| 17 | 阿部庄右衛門 | 昭和10年（1935年）1月23日  | 昭和16年（1941年）9月14日 |      |